# 磔刑 (マンテーニャ)
『磔刑』（たっけい、伊: Crocifissione, 英: Crucifixion）は、アンドレア・マンテーニャによって1457-1459年の間に描かれた、サン・ゼーノ教会（ヴェローナ）高祭壇のための大型の祭壇画（下の画像を参照）に付属する裾絵 (プレデッラ) 中央部のパネル画である。祭壇画は、その修道院の修道院長であるグレゴリオ・コッレールによって委嘱された。作品は、現在パリのルーヴル美術館にある。

## 歴史
『磔刑』は、1798年にルーヴル美術館に持ち込まれ、すぐに展示された。 1806年に、2点のプレデッラのパネル画（『オリーブ山』と『復活』)がトゥール美術館に送られた。 1815年、中央パネル画と両翼パネル画はイタリアに持ち帰られ、ヴェローナの市立美術館に展示された。 1918年以降、それらはサン・ゼーノ教会に戻され、現在もそこに置かれているが簡単に見られるものではない。ヴェネトから略奪されたた芸術作品の回収を担当した1815年の委員会は、ルーヴル美術館とトゥール美術館が所有するプレデッラのパネル画をそのまま残した。

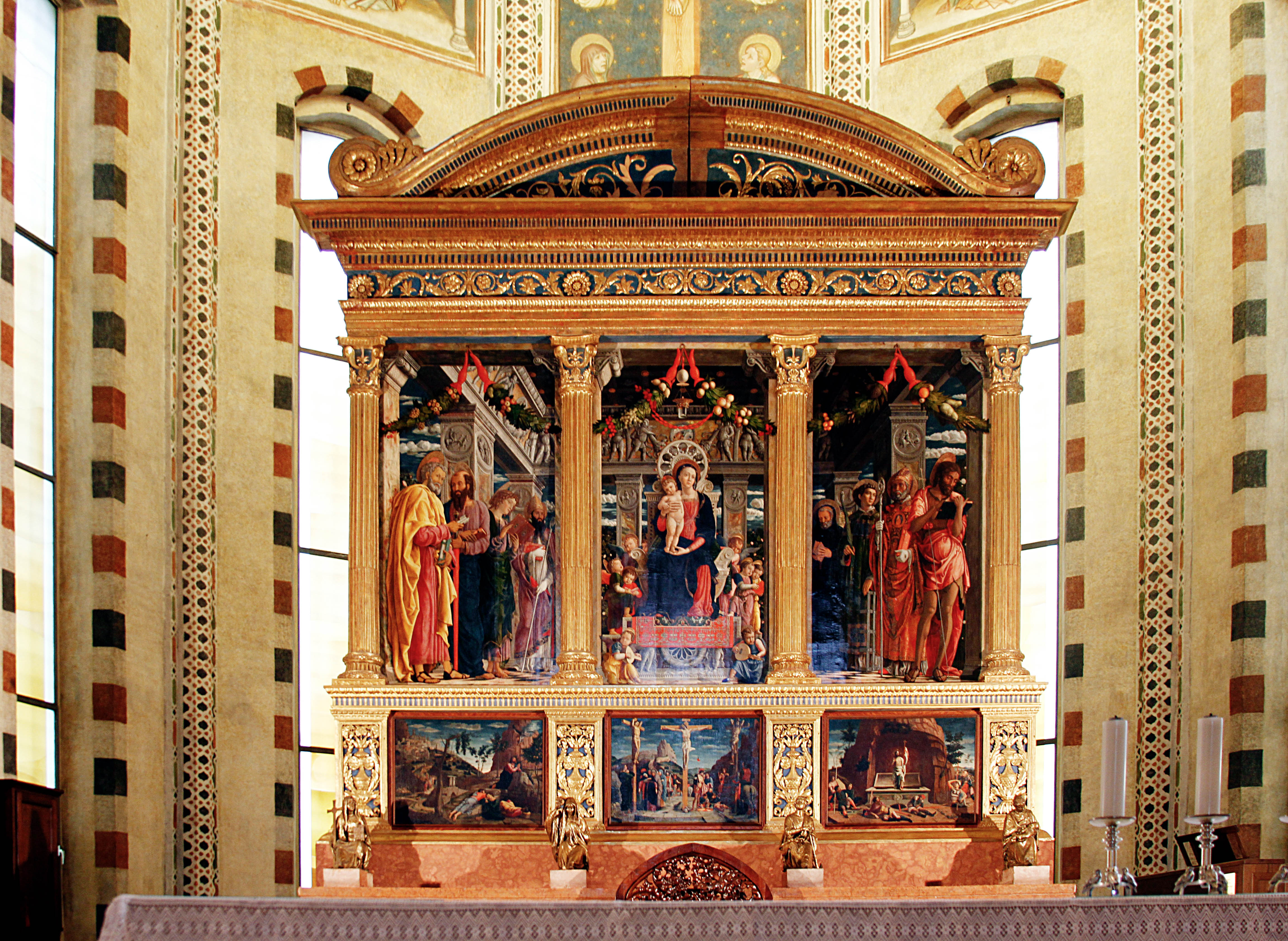
マンテーニャによる全体の祭壇画（1457-1459）

右の祭壇画全体の画像に見られるように、『磔刑』はプレデッラのまさに中央にあった。マンテーニャは、パドヴァのエレミターニ礼拝堂ですでに達成したような急激な視覚的遠近法の効果を求めて努力していた。額縁で切断された前景の人物像は、場面が後退しているという視覚的効果を増大させている。地面の消失点は内側に曲がっており、どういうわけか収縮している。マンテーニャの自然に対する感覚は、風景の細部を表現した緻密さによって明らかにされている。ローマ兵の装備の正確な描写は、当時のフィレンツェでは未知のものであった、マンテーニャの古代世界に対する見解を立証している。フィレンツェの芸術家たちは、古代の彫刻や建築の美的特質を理解して模倣しようとしたが、歴史的な正確さにはほとんど関心がなかったのである。一方、マンテーニャは、歴史的な正確さを考古学者としての情熱的な献身性を以って追求した。実際、ヴェネトは、14世紀以降からイタリアにおける古代遺品の通商の主な中心地であった。ヴェネツィア領の町々では、フィレンツェで古代遺品の価値が発見されるよりずっと以前に古代遺品を所有していたのである。

### プレデッラの詳細

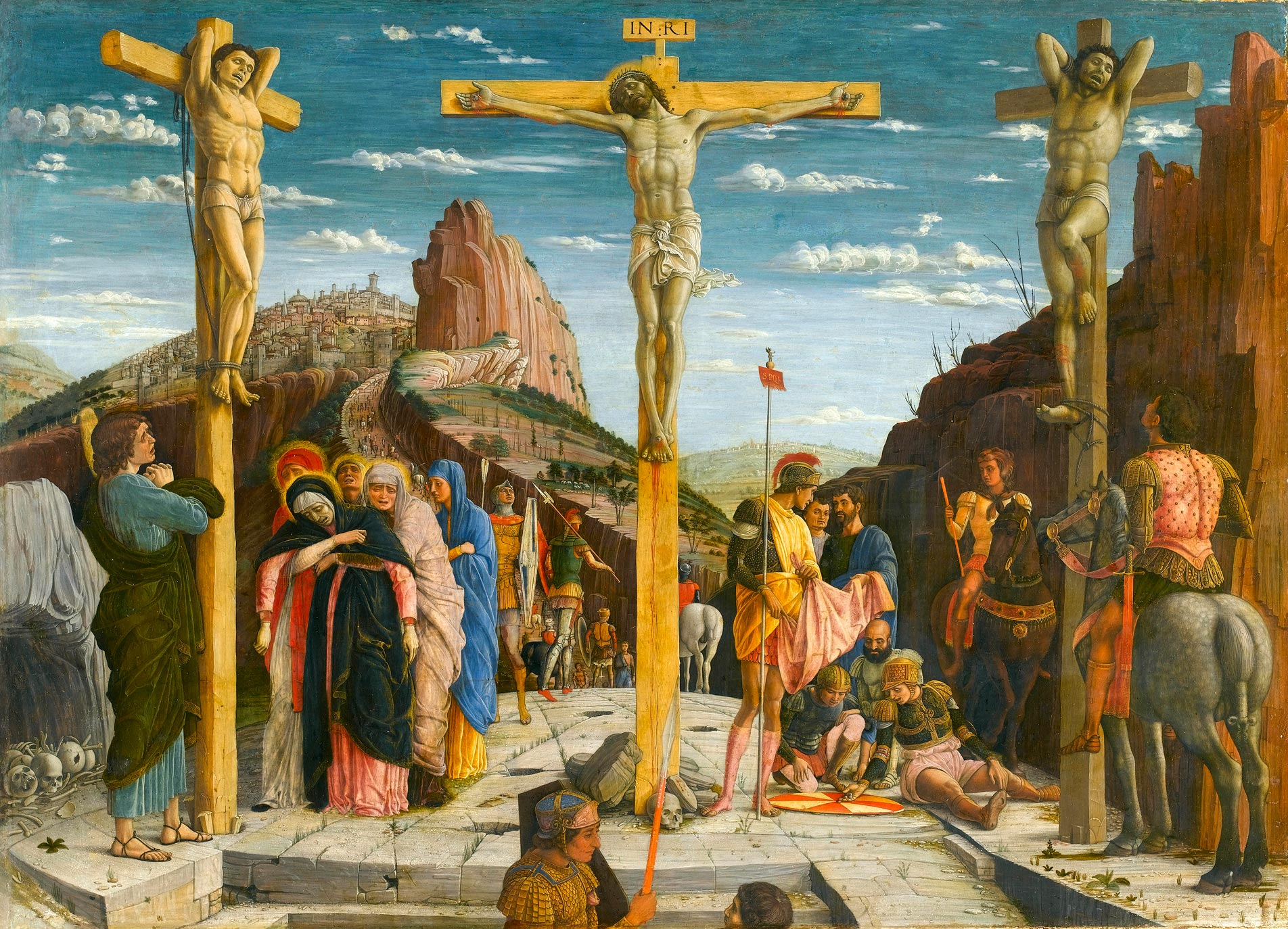
中央のパネル（磔刑）
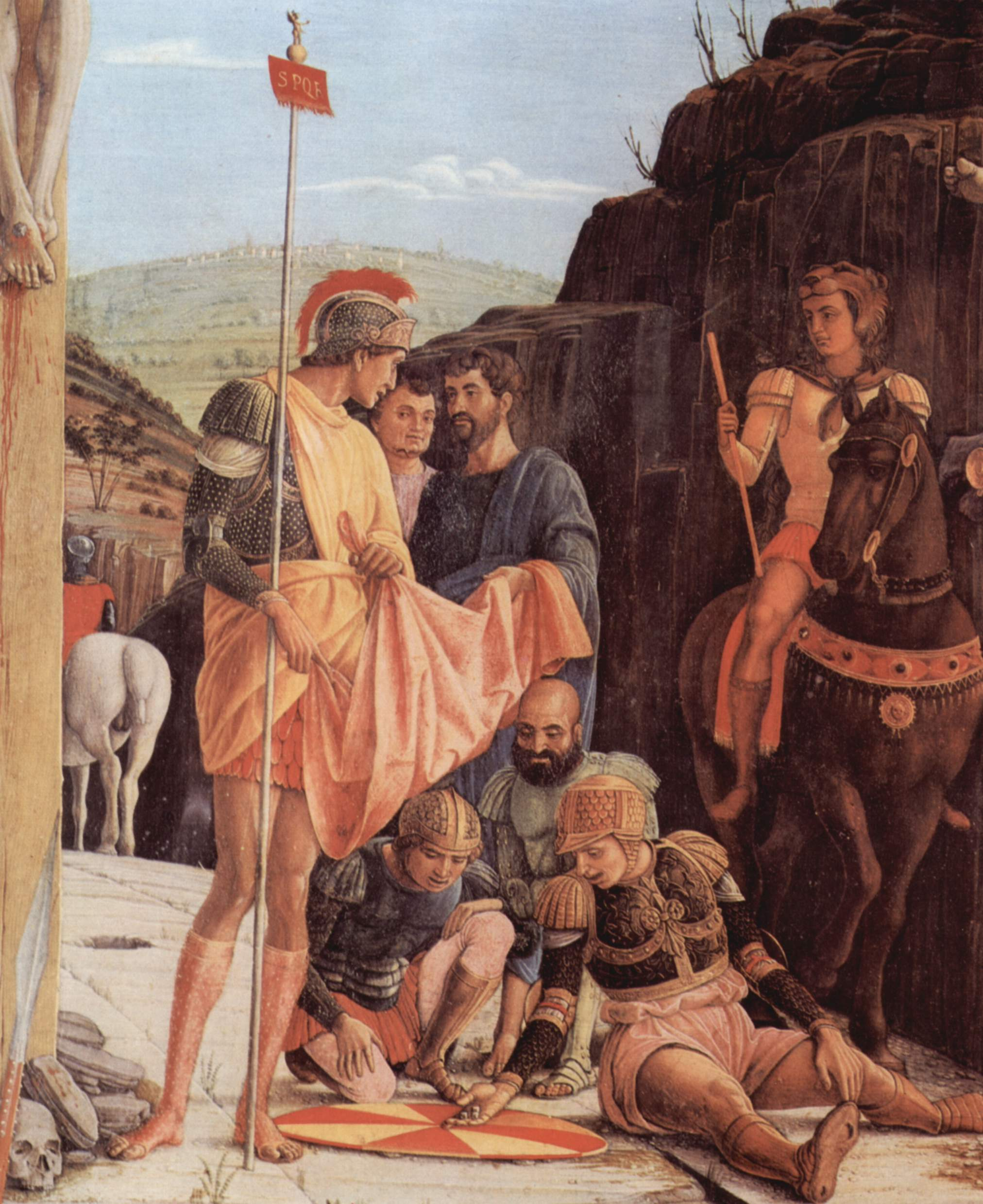
中央パネルの詳細
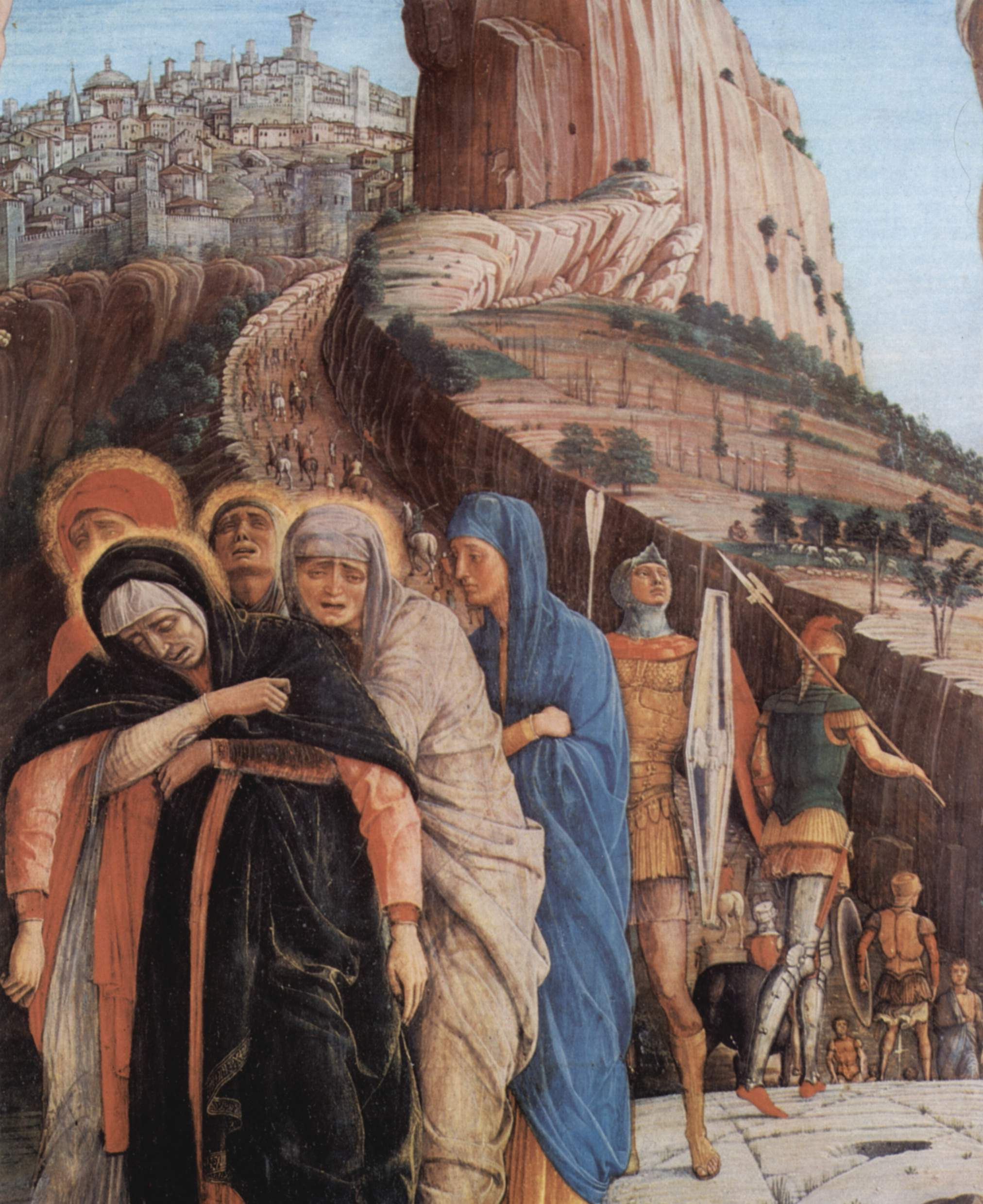
中央パネルの詳細